# Connarus costaricensis
Connarus costaricensis är en tvåhjärtbladig växtart som beskrevs av Schellenb.. Connarus costaricensis ingår i släktet Connarus och familjen Connaraceae. Inga underarter finns listade i Catalogue of Life.